# تووستربی
تووستربی (به لاتین: Tłustoręby) یک منطقهٔ مسکونی در لهستان است که در Opole County واقع شده‌است.